# Muzică romani
Muzica romi (deseori denumită muzică țigănească, denumire care este adesea considerată derogatorie) este muzica poporului rom care își are originile în nordul Indiei, dar astăzi trăiesc în întreaga lume, mai ales în Europa.
Nomazi din punct de vedere istoric, deși acum sunt în mare parte stabiliți, romii au fost mult timp artiști și comercianți. În multe dintre locurile în care trăiesc, romii au devenit cunoscuți ca muzicieni. Distanțele mari străbătute au introdus în muzica lor o multitudine de influențe din muzica: arabă, bizantină, franceză, germanică, grecească, maghiară, indiană, persană, românească, slavă, spaniolă, turcă și evreiască.
În muzica romani există multe diferențe de structuri melodice, armonice, ritmice și structuri formale, iar ele variază de la o regiune la alta. Versurile cântecelor romani sunt adesea cântate în unul sau mai multe dialecte ale limbii romani, iar dansul însoțește frecvent interpretarea muzicii romani.
Flamenco spaniol prin excelență este, într-o foarte mare măsură, muzica (și dansul, sau chiar cultura) poporului rom din Andaluzia.
Uneori, romii fac și hip-hop. Muzica rap este populară printre romii din Austria, Republica Cehă, Danemarca, Ungaria și România.

## Muzică originală romani
Cântecele populare romani originale, care nu provin din țările în care locuiesc romii, sunt relativ rare. Această muzică populară este în principal vocală și constă din cântece lente și plângăcioase și melodii rapide care pot fi însoțite de dans. Melodiile rapide sunt însoțite de bătăi de limbă, bătăi de mână, bătăi de gură, bătăi de linguri de lemn și alte tehnici.
Muzica romani din diferite regiuni include cinci elemente caracteristice. Primul este utilizarea a trei linii sonore – linia melodică, terța și cvinta – interpretate vocal sau instrumental. Al doilea element este sincopa, un efect ritmic în care sunetul începe imediat după o bătaie, menținând în același timp un ritm stabil. Al treilea constă în frazarea variată, prin care temele muzicale apar și dispar în momente diferite pe parcursul piesei, fie prin ritm, fie prin intervenții instrumentale. Al patrulea este armonia, care are adesea ca punct de referință o tonalitate minoră, în locul uneia majore. În final, partea vocală evidențiază expresivitatea și abilitățile vocale ale interpreților.
Dezvoltarea muzicii romilor datează de la cântatul la instrumente precum lăuta la sfârșitul anilor 1400 în Ungaria și Italia. Romii cântau alături de ne-romi ca animatori în toate fazele dezvoltării unor evenimente de divertisment. Apoi, pe măsură ce religia organizată a câștigat teren, interpretarea a devenit mai puțin accentuată și uneori interzisă pentru populațiile non-roma, astfel încât romii au ocupat toate locurile din domeniul de divertisment profesionist. De asemenea, aceștia au cântat la evenimente din viața comunităților precum nunți, botezuri, înmormântări și circumcizii.
Deoarece nu există un stat național pentru romi, aceștia au fost adesea forțați să-și creeze propriile spații de locuit în țările pe care le-au stabilit. Influențele muzicale și culturale au fost preluate din țările în care au trăit și au fost încorporate în propria lor muzică, cum ar fi instrumentele, limbile și subiectul muzicii în sine. Unele cântece încorporează limba romani.

## Muzică legată de țară
Cea mai mare parte a muzicii romilor se bazează pe muzica populară din țările prin care romii au trecut sau s-au stabilit. Muzica locală este adoptată și interpretată - de obicei instrumental - și, încet, este transformată în stiluri romanice, care sunt de obicei mai complexe decât stilurile originale. La rândul ei, muzica romă a influențat foarte mult muzica locală. Dintre acestea, versiunile maghiare au devenit cele mai cunoscute, deși există exemple de muzică romă și în alte țări.
Acest aspect regional al muzicii romilor este exprimat în mod viu în documentarul Latcho Drom, care urmărește muzica romani din nordul Indiei prin Egipt, Turcia, România, Ungaria, Slovacia și Franța, terminând în Spania.

### Bulgaria
Datorită populației importante de romi din Bulgaria, muzica acestui grup etnic este foarte populară. Muzica Chalgamata este interpretată și de muzicienii romi din Bulgaria.

### Ungaria

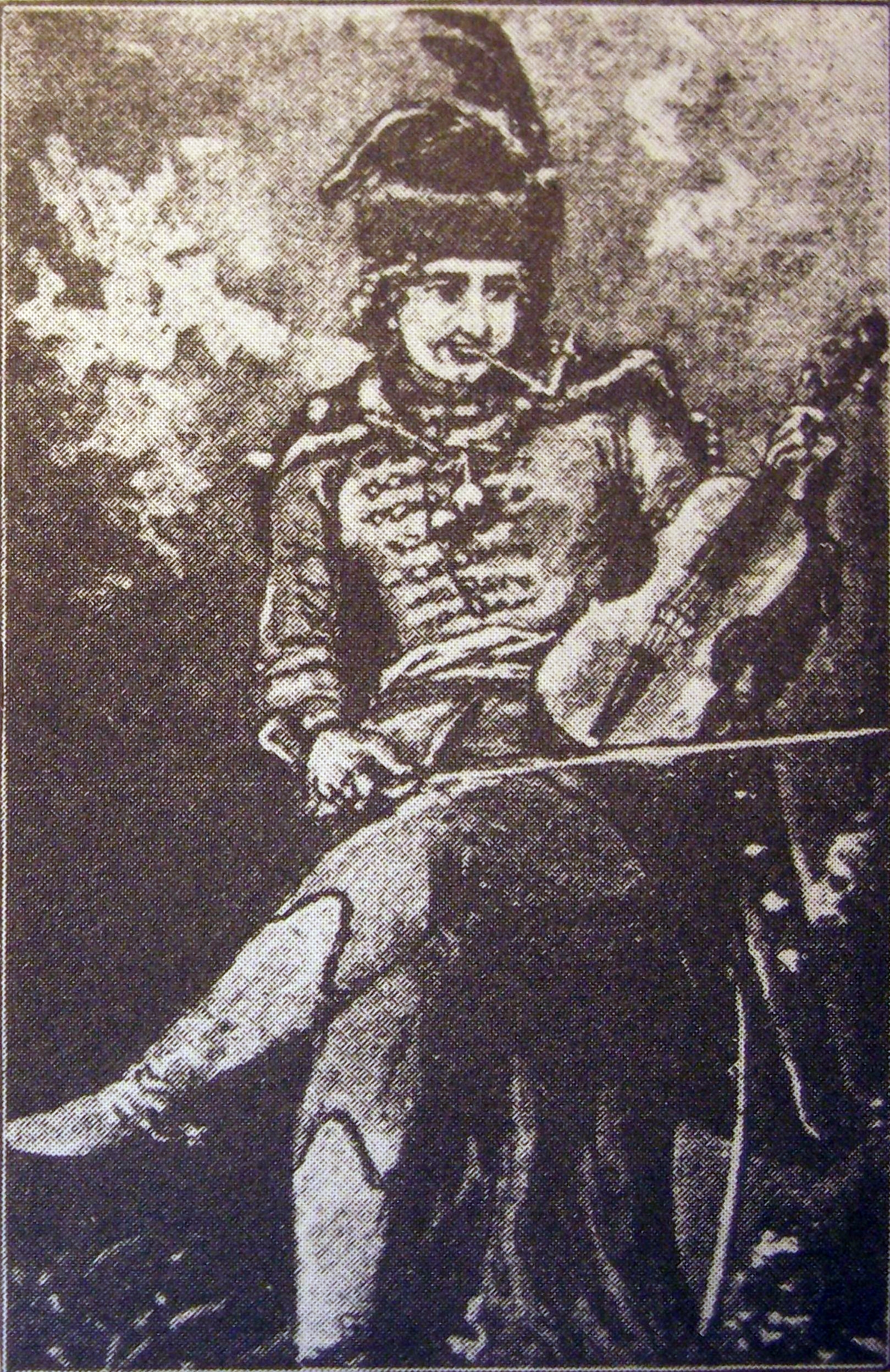
Panna Cinca

În mod tradițional, există două tipuri de muzică romani: unul redat pentru publicul neroma, celălalt este realizat în cadrul comunității de romi. Muzica interpretată pentru străini se numește „muzică țigănească”, care este un nume colocvial care provine de la Ferenc Liszt. Romii numesc muzica pe care o cântă între ei „muzică populară”.
La începutul secolului al XIX-lea, muzicienii romi au devenit reprezentanți ai muzicii naționale. În timpul Revoluției Maghiare din 1848 în Ungaria, trupele de romi au cântat muzica lor pentru soldați înainte și după bătălie pentru a-i încuraja și a-i distra. După pierderea războiului, acești muzicieni au câștigat mult respect din partea țării. Muzica romani a devenit simbolul libertății dorite.

### România

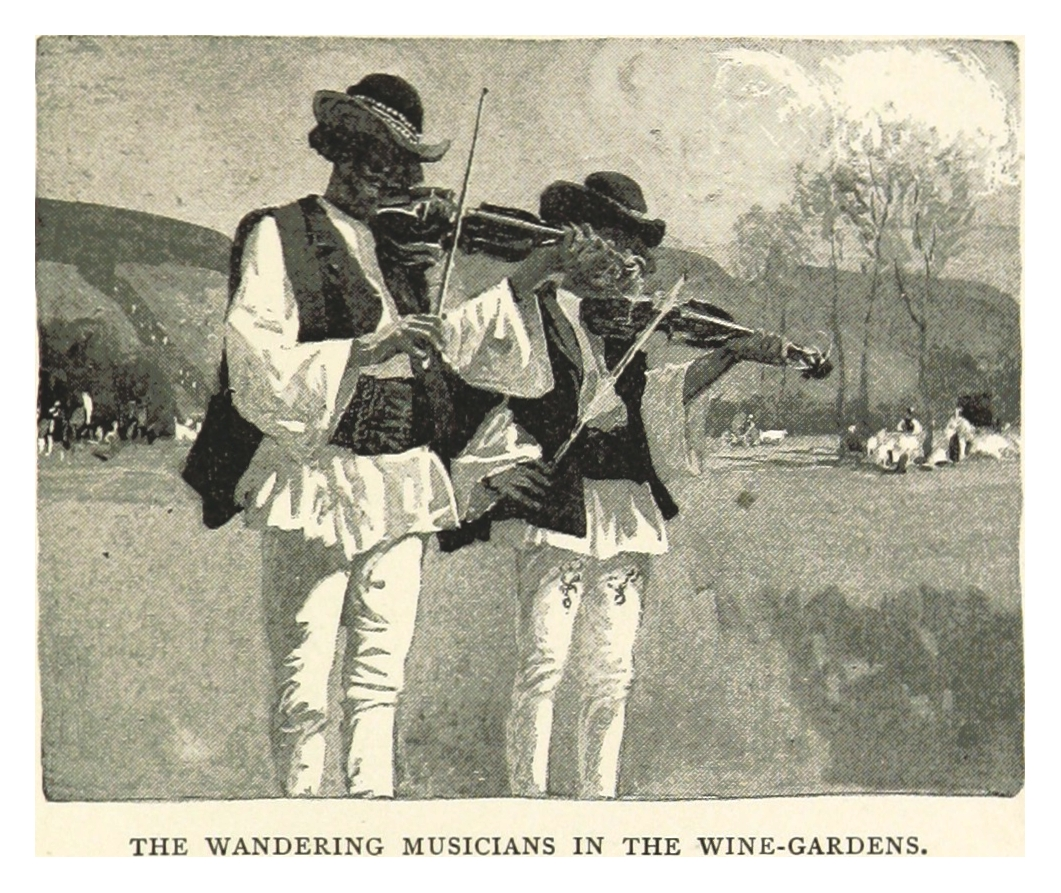
Muzicieni călători în podgoriile din Transilvania (Pennell, 1893)

Lăutarii erau muzicieni tradiționali romi care cântau la diverse evenimente (nunți, înmormântări etc.).
Genul manelelor, care este foarte popular în România, este susținut și de muzicienii de etnie romă.
Manelele au fost create de romii turci, lucru care a adus influențe orientale care s-au amestecatcu muzica și dansul romilor. În general, ele sunt considerate ca făcând parte dintr-o clasă inferioară, deoarece această muzică este asociată cu romii.

### Rusia
În 1931, un teatru public rom, Teatrul Romen, a fost înființat la Moscova, încorporând muzica și dansul romi în spectacolele de teatru.

### Serbia
Stilurile muzicale rome s-au răspândit prin Serbia în perioada otomană.

### Spania
Romii din Spania (poporul Kale iberic) au contribuit semnificativ la tradiția muzicală andaluză cunoscută sub numele de flamenco. Și este recunoscută pe scară largă ca muzică romă, având în vedere că a fost făcută de romi ca răspuns la opresiunea trăită. Flamenco este strâns asociat cu această etnie și o proporție semnificativă a artiștilor celebri de flamenco sunt oameni Kale iberici.

### Turcia
Romii sunt cunoscuți în întreaga Turcie pentru abilitățile lor muzicale. Muzica lor urbană a adus publicului ecouri ale muzicii turcești clasice prin intermediul meyhane sau a tavernelor. Acest tip de muzică fasıl (un stil care nu trebuie confundat cu forma fasıl a muzicii clasice turcești) combinată cu mâncare și băuturi alcoolice este adesea asociată cu clasa de jos a societății turcești, deși poate fi găsită și în instituții mai „respectabile” în vremurile moderne.
Romii au influențat și fasıl-ul în sine. Muzica de dans (oyun havası) necesară la sfârșitul fiecărui fasıl, cântată în sălile de muzică, a fost completată cu rakkas otomane sau cu motive de dans din buric. Ostinato-ul ritmic care însoțește improvizația instrumentală (ritimli taksim) pentru dansul din buric este paralel cu cel al gazelului clasic, o improvizație vocală în ritm liber cu acompaniament ritmic. Instrumentele muzicale populare în acest tip de fasıl sunt clarinetul, vioara, kanun și darabanda. Clarinetistul Mustafa Kandıralı este un cunoscut muzician de fasıl.

### Balcani
Un tip tipic de muzică romă este cunoscut sub numele de Tallava și Manele. Tallava a fost creată de minoritatea romă din Kosovo în anii 1990. Genul Tallava a fost adoptat ulterior în rândul grupului Ashkali. Tallava este comună în Albania. Manele sunt originare din minoritatea romă din România care a venit din Istanbul și au fost cântate de muzicieni romi (lăutari) de la sfârșitul secolului al XVIII-lea până la începutul secolului al XIX-lea. Acest gen are influențe din alte genuri muzicale, cum ar fi greacă (Laïko, Arabesque Pop [o varietate grea numită Skiladiko]) și bulgară (Chalga). De asemenea, manelele s-au amestecat cu muzică turcă (Arabesque), arabă (muzică pop arabă), sârbă (Turbo-folk) și albaneză.

## Europa de Vest
Gypsy Jazz este popular în Franța.